# Вессобрунн
Вессобрунн (нем. Wessobrunn) — община в Германии, в земле Бавария. 
Подчиняется административному округу Верхняя Бавария. Входит в состав района Вайльхайм-Шонгау.  Население составляет 2121 человек (на 31 декабря 2010 года). Занимает площадь 51,11 км².

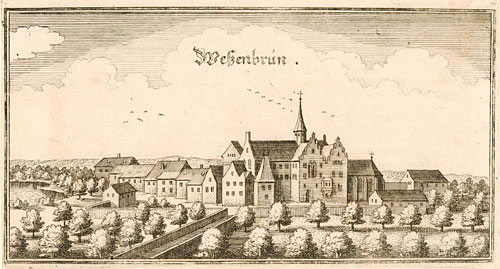
Вессобрунн